# Joseph Mussaphia
Joseph Mussaphia (* 1678 wahrscheinlich in Tönning; † November 1709 in Schleswig) war ein deutscher Hofjude.

## Leben und Wirken
Joseph Mussaphia war der älteste Sohn des Hofjuden Jacob Mussaphia und dessen erster Ehefrau Ribca. Er arbeitete bereits in jungen Jahren im Unternehmen seines Vaters mit und besuchte 1696 die Mustermesse in Leipzig. Ab 1698 leitete er die Geschäfte des Unternehmens größtenteils selbst. Zu Beginn des Großen Nordischen Krieges sollte er für Herzog Friedrich IV. von Schleswig-Holstein-Gottorf Münzsilber und Sold für die Soldaten nach Tönning transportieren. Bei diesem Vorhaben geriet er in dänische Haft und verbrachte rund vier Monate auf der Festung Flensburg. Dabei beschlagnahmten die Dänen Gold und Silber im Wert von rund 20.000 Reichstalern. Nachdem Anfang 1701 sein Vater verstorben war, übernahm er dessen Position als Hofjude von Schleswig-Holstein-Gottorf und führte anfangs im Namen der drei jüngeren Brüder und zwei Schwestern das Unternehmen seines Vaters weiter.
Der Herzog benötigte aufgrund des Krieges unbedingt einen Hofjuden und Münzverleger, der ihm Kredite beschaffte. Im April 1701 schloss er in Hamburg einen bis 1706 laufenden entsprechenden Vertrag und förderte ihn, wo möglich. So wies er den Minister Magnus von Wedderkop an, für die Brüder Mussaphia Anfang 1701 beim Hamburger Rat vorzusprechen. Die Mussaphias hatten sich offensichtlich mit der sephardischen Gemeinde der Stadt zerstritten, woraufhin der Gemeindevorsteher einen Bann ausgesprochen hatte. Im Mai 1701 befahl der Herzog seinen Räten, „Mussaphias Erben“ einen Vorschuss über 30.000 Reichstaler zu zahlen, damit ihm diese einen Kredit gewährten.
Nach dem Tod von Herzog Friedrich IV. im Jahr 1702 kam es am Gottorfer Hof zu einem Machtkampf zwischen Wedderkop und dessen Widersachern. Mussaphia hatte bereits 1701 eine Auseinandersetzung mit dem Münzmeister von Tönning gehabt. Die Rentenkammer wollte die offensichtlichen Unstimmigkeiten untersuchen, begann damit aber erst wirklich nach dem Tod des Herzogs. Im Frühjahr 1703 begann das Verfahren gegen Mussaphia offiziell. Da der verstorbene Herzog 1695 Jacob Mussaphia für seine Tätigkeit während der Amtszeit Herzog Christian Albrechts entlastet hatte, bezogen sich die Untersuchungen auf den Zeitraum ab 1695. Die Regierung verwies auf den Münzvertrag von 1701 und ging daher nur gegen Joseph Mussaphia und nicht die eigentlich betroffene gesamte Unternehmung der Brüder vor. Joseph Mussaphia sollte laut Anklage gute Reichstaler und dänische Kronen eingeschmolzen und daraus Münzen schlechterer Werte gemacht haben. Außerdem hätten er und sein Vater Schlagschätze teilweise nicht vertragsgemäß gezahlt.
Im Juni 1703 geriet Mussaphia in Schleswig in Haft, die im Folgemonat in eine Beugehaft umgewandelt wurde. Er musste insgesamt 6000 Reichstaler Strafe zahlen. Er und seine Brüder sollten somit dazu bewegt werden, in Hamburg befindliche Geschäftsbücher über die Tönninger Münze herauszugeben, die Joseph Mussaphia und sein Vater geführt hatten. Die Brüder kamen dieser Forderung nach, woraufhin Joseph Mussaphia im September 1703 freikam. Dabei erklärte er sich, sicherlich nicht freiwillig, verantwortlich für die Geschäftsführung seines Vaters.
Wenige Monate vor einer erneuten Verurteilung vereinbarten seine Geschwister mit Mussaphia eine Erbteilung. Gemäß einem Gerichtsentscheid vom April 1705 sollte er danach zusätzlich 12.000 Reichstaler Strafe und 4600 Reichstaler Schlagschatz zahlen. Außerdem sollte er die Tönninger Münzstätte abgeben. Mussaphia ging gegen das Urteil in Revision mit dem Argument, dass die Einträge seiner Geschäftsbücher gefälscht worden seien. Wedderkop habe dies veranlasst, um seine eigenen Einnahmen zu verschleiern. Der Prozess, der nur noch die korrekte Abrechnung des Schlagschatzes betraf, startete erst, nachdem Joseph und sein Bruder Isaac Mussaphia im Sommer 1708 im Gefolge des Lübecker Fürstbischof Christian August, des Vormundes des minderjährigen Herzogs Karl Friedrich, bei der Herzoginmutter Hedwig Sophie in Stockholm vorgesprochen hatten. Hedwig Sophie starb wenig später, was dazu führte, dass am Gottorfer Hof die Gegner Wedderkops an die Macht kamen. Die Revision des Verfahrens endete im März 1711 mit einer Bestätigung des vorherigen Urteils.
Mussaphia, der zuletzt starke Aszites hatte, starb vermutlich unverheiratet. Das Ende der ihn betreffenden Gerichtsverhandlungen erlebte er nicht mehr. Aufgrund der Vermischung der Konflikte von Politikern am Gottorfer Hof mit Mussaphias Abrechnungen ist es auf Basis erhaltener Dokumente so gut wie nicht möglich, zu beurteilen, welche der Vorwürfe zutrafen. Da er Münzmeistern und Privatleuten erlaubte, auf eigene Rechnung Münzen schlagen zu lassen, dürfte er jedoch eindeutig nicht schuldlos gewesen sein.